# Keawenuiaumi
Keawenuiaumi (havajski Keawe-nui-a-ʻUmi = "Keawe Veliki, sin ʻUmija") (1505. – 1575.) bio je havajski vladar, kralj otoka Havaji ("Veliki otok").
Znan je i kao Keawe I.

## Životopis
Keawenuiaumi je rođen 1505. godine. Njegov je otac bio kralj ʻUmi-a-Liloa, sin kralja Liloe, a majka Kapukini, Umijeva polusestra-žena. Imao je starijeg brata Kealiʻiokalou kojeg je nakon smrti naslijedio.
Nakon smrti njegova brata najprije je izbio kaos.

### Brakovi
Keawenuiaumi je imao mnogo brakova te je bio optužen da je bio u vezi sa ženama koje nisu bile plemenite koliko i on.
Njegove su supruge bile Hoʻopiliahae, Kamolanui-a-Umi (polusestra), Hakaukalalapukea i Koihalauwailaua (nećakinja).
Keawe je bio otac sinova Kanaloakuaʻane, Kanaloakapuiehua, Kanaloakuakawaiee
i Lonokamakahikija; oni su svi bili muževi Kaikilani, koja je naslijedila Keawea.